# Maksimilian Sawieljew
Maksimilian Aleksandrowicz Sawieljew (ros. Максимилиан Александрович Савельев, ur. 7 lutego?/19 lutego 1884 w Niżnym Nowogrodzie, zm. 15 maja 1939 w Moskwie) – rosyjski działacz komunistyczny, radziecki ekonomista marksistowski, dziennikarz i polityk.

## Życiorys
Urodzony w rodzinie szlacheckiej, 1903 wstąpił do SDPRR, bolszewik, studiował na Uniwersytecie Moskiewskim (nie ukończył), był kilkakrotnie aresztowany za działalność wywrotową, 1907-1910 przebywał w Niemczech, studiował na Uniwersytecie w Lipsku (nie ukończył), 1910 wrócił do Rosji. W marcu 1917 członek Kijowskiego Komitetu SDPRR(b), później sekretarz Rady Kijowskiej, od września 1917 kierownik redakcji gazety „Raboczij put'” i członek Narwskiego Komitetu Rejonowego SDPRR(b) w Piotrogrodzie, 1918 kierownik redakcji gazety „Ekonomiczeskaja żyzń”. W 1919 redaktor gazety „Kommunist” na Ukrainie, 1920 sekretarz Turkiestańskiego Komitetu Krajowego RKP(b), 1921-1922 członek Prezydium Najwyższej Rady Gospodarki Narodowej RFSRR i redaktor gazety „Narodnoje choziajstwo”. Od 1921 do sierpnia 1928 zastępca kierownika Wydziału Historii Partii przy KC RKP(b)/WKP(b), 1921-1931 redaktor pisma „Proletarskaja riewolucyja”, jednocześnie 1922-1928 redaktor „Gazety Handlowo-Przemysłowej”, 1926-1927 przewodniczący Wydawnictwa Przemysłowego. Od sierpnia 1928 do 1930 dyrektor Instytutu Lenina przy KC WKP(b), 1929-1930 redaktor gazety „Izwiestija”, od 13 lipca 1930 do 26 stycznia 1934 zastępca członka KC WKP(b), 1930 redaktor gazety „Prawda”. W latach 1931–1932 zastępca przewodniczącego Prezydium Akademii Komunistycznej przy Centralnym Komitecie Wykonawczym (CIK) ZSRR, 1932-1936 przewodniczący Prezydium tej akademii, następnie do końca życia zastępca dyrektora Instytutu Marksa-Engelsa-Lenina przy KC WKP(b). Był dyrektorem Instytutu Ekonomii Akademii Nauk ZSRR oraz autorem prac z ekonomii i historii partii. Pochowany na cmentarzu Nowodziewiczym.